# Cisano sul Neva
Cisano sul Nèva ( Cisan o Cixan in ligure, pronunciato [tʃiˈʒaŋ]) è un comune italiano di 2 136 abitanti della provincia di Savona in Liguria.

## Geografia fisica
Il borgo, a forma quadrangolare, sorge nella valle del torrente Neva poco prima della confluenza del corso d'acqua con il torrente Pennavaira. Adiacente a quest'ultimo rio sorge la frazione di Conscente, dominata dal castello medievale, mentre la seconda frazione, Cenesi, è ubicata in una piccola valle laterale.

## Storia

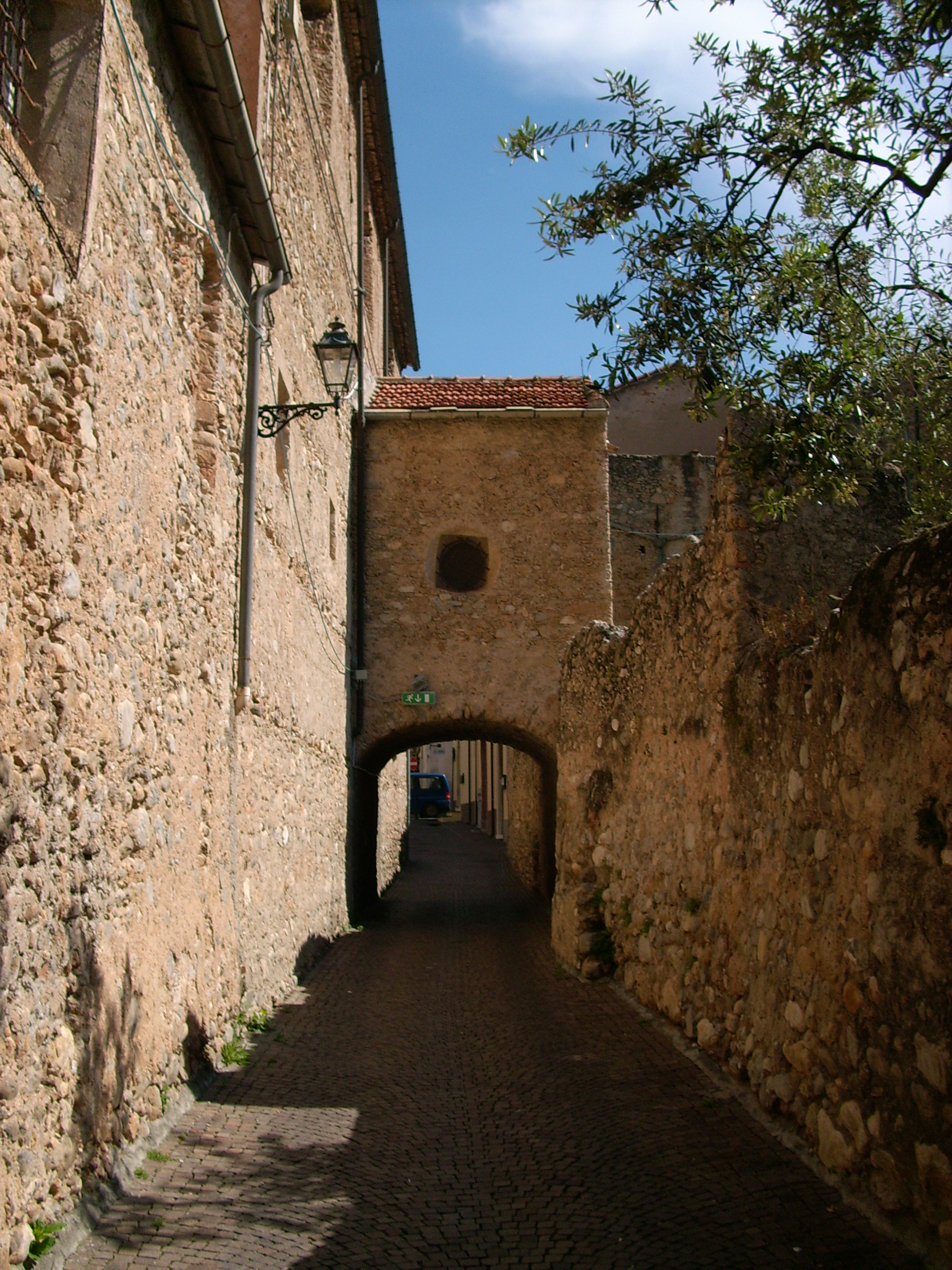
Antica porta del centro storico cisanese

Tracce e testimonianze d'epoca romana nel territorio di Cisano sul Neva (fundus Caesiani) sono visibili nei resti del mozzato monumento funebre, datato al II secolo, che impropriamente è conosciuta come la torre dei Saraceni. Il successivo borgo di Chiusano, così viene storicamente denominato nei carteggi (Clusanium, in latino), venne quindi compreso nel X secolo nella marca degli Aleramici e, dal 1091, tra i possedimenti del marchese Bonifacio del Vasto.
Forse possedimento dei marchesi di Clavesana a partire dal XII secolo, nel corso del 1274 l'antico fondo di Cisano fu acquistato dal Comune di Albenga che impostò un nuovo borgo fortificato, a pianta quadrata con mura e torri circolari ai lati, sul modello urbanistico-militare dei centri di Villanova d'Albenga e Pogli (Ortovero), in modo da fronteggiare il sempre più crescente dominio feudale della famiglia Clavesana nella valle del Neva e nella sottostante piana ingauna.
Amministrativamente fu quindi legato all'albenganese quartiere del Torlaro (come i centri di Leca, Massaro e Coasco). Verso la fine del trecento vengono ricostruite le mura del borgo, opera eseguita dal prete Serafino Mignano. Nei secoli successivi ebbe ampie autonomie sotto dei Rettori prima e, dal XVIII secolo, sotto due Consoli e sei Agenti scelti in base al censo. Facente parte dei domini della Repubblica di Genova, il borgo di Cisano, così come centri vicini della valle, subì l'assedio delle truppe del Ducato di Savoia nel corso del 1672. In una delle tante battaglie che videro contrapposti sabaudi e genovesi e i loro due stati confinanti, alla devastazione e al danneggiamento delle mura medievali, si aggiunse di li a poco anche un fenomeno alluvionale del torrente Neva che interessò il centro storico.

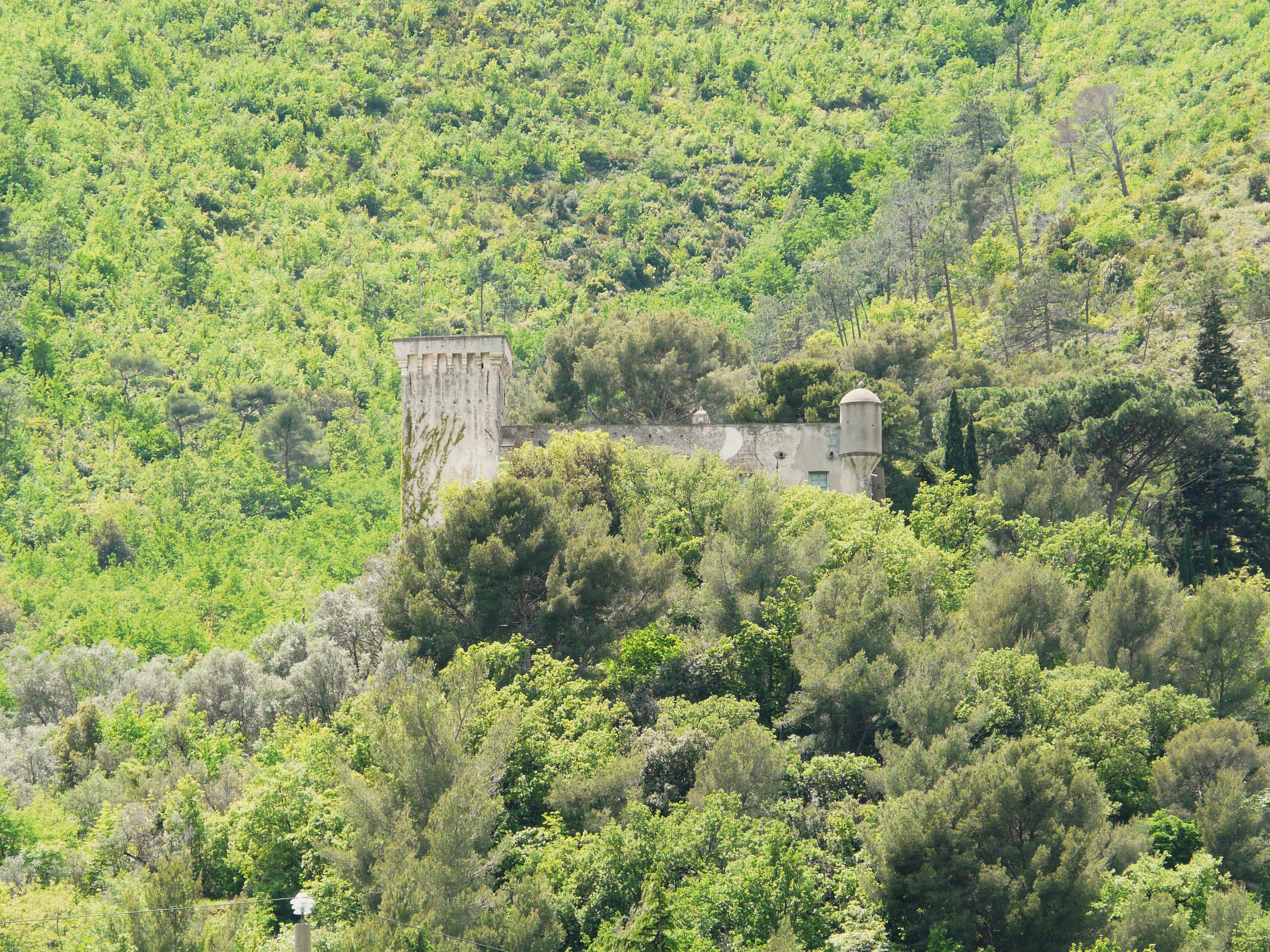
Il cinquecentesco castello di Conscente

Interessato dagli scontri tra le truppe austro-piemontesi e francesi correlati alla battaglia di Loano (1795), con la successiva dominazione napoleonica il territorio di Cisano acquisì una propria autonomia amministrativa rispetto alla municipalità ingauna rientrando dal 2 dicembre 1797 nel Dipartimento del Letimbro, con capoluogo Savona, all'interno della Repubblica Ligure. Dal 28 aprile del 1798 fece parte del I cantone, con capoluogo Albenga, della Giurisdizione di Centa e dal 1803 centro principale del IV cantone della Centa nella Giurisdizione degli Ulivi. Annesso al Primo Impero francese dal 13 giugno 1805 al 1814 venne inserito nel Dipartimento di Montenotte.
Nel 1815 fu inglobato nella provincia di Albenga del Regno di Sardegna, così come stabilì il Congresso di Vienna del 1814, e successivamente nel Regno d'Italia dal 1861; assunse l'attuale denominazione di Cisano sul Neva con Regio decreto del 1863. Dal 1859 al 1926 il territorio fu compreso nel I mandamento di Albenga del circondario di Albenga facente parte della provincia di Genova; nel 1927 con la soppressione del circondario ingauno passò, per pochi mesi, nel circondario di Savona e, infine, sotto la neo costituita provincia di Savona.
Subisce gli ultimi aggiustamenti al territorio comunale nel 1929 quando le fu unito il soppresso comune di Cenesi e le due frazioni di Conscente e Martinetto dal comune di Zuccarello.
Dal 1973 al 31 dicembre 2008 ha fatto parte della Comunità montana Ingauna e, con le nuove disposizioni della Legge Regionale nº 24 del 4 luglio 2008, fino al 2011 della Comunità montana Ponente Savonese.

### Simboli
Stemma
Nello stemma, tagliato d'argento e d'azzurro, sono raffigurate quattro torri quadrate di rosso, a rappresentare le quattro torri medievali poste in funzione difensiva agli angoli dell'abitato.
Gonfalone

## Monumenti e luoghi d'interesse

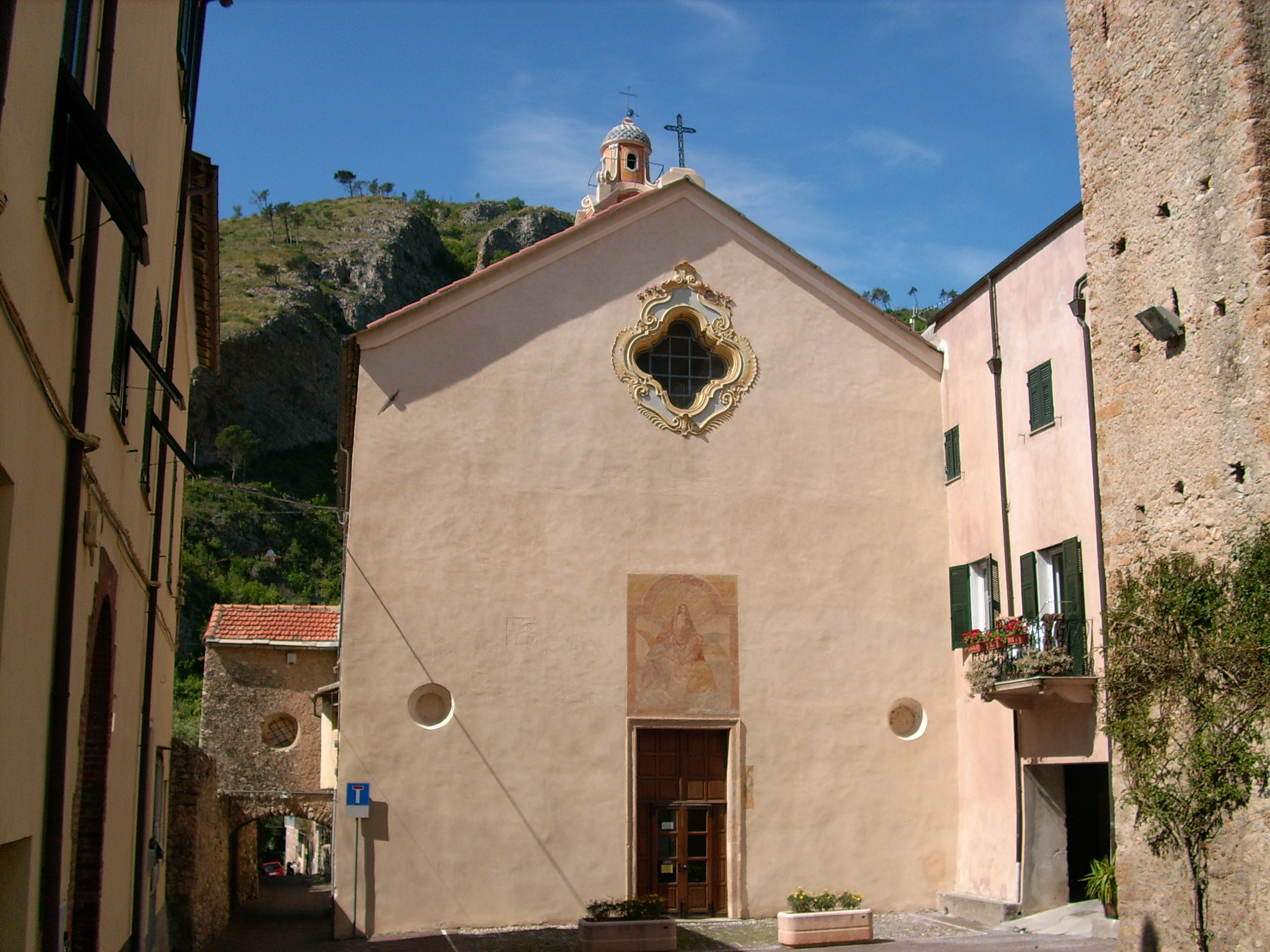
La parrocchiale di Santa Maria Maddalena

### Architetture religiose
- Chiesa parrocchiale di Santa Maria Maddalena nel centro storico di Cisano sul Neva. Di origine medievale[12], l'attuale struttura risalirebbe ad un rifacimento datato al XVII secolo[12], stessa datazione del campanile in stile barocco. Di fronte alla parrocchiale vi è la torre civica, con annesso orologio e campana che scandisce le ore, a sua volta ricavata[12] da un già esistente campanile in stile romanico-gotico inglobato nelle mura medievali.
- Oratorio di San Bartolomeo nel centro storico di Cisano sul Neva, antica sede della parrocchiale del borgo[12].
- Chiesa di San Calogero nei pressi del locale cimitero. Secondo la tradizione popolare fu edificata dai monaci benedettini provenienti dall'isola Gallinara nell'XI secolo[12]. La costruzione, di cui ancora si conservano tracce dello stile romanico, archi e lesene originali[12], probabilmente asservì quale luogo di ricovero ospedaliero[12].
- Chiesa parrocchiale di San Nicola nella frazione di Cenesi.
- Chiesa parrocchiale di Sant'Alessandro papa nella frazione di Conscente. Costruita pochi anni dopo il 1600[12], per la parrocchiale del borgo fu commissionata dal banchiere Ottavio Costa al pittore Guido Reni[12] una tela raffigurante la Decollazione di santa Caterina d'Alessandria, datata al 1606[12]. Tale opera fu in seguito trasferita[12] al museo diocesano di Albenga.
- Oratorio di San Giovanni Battista nella frazione di Conscente. Lo stesso Ottavio Costa commissionò[12] per questo edificio il dipinto San Giovanni Battista, opera attribuita al Caravaggio[12], che in una data non precisata fu poi sostituito da una copia[12] e quindi trasferito nel museo della città ingauna[12].

### Architetture militari

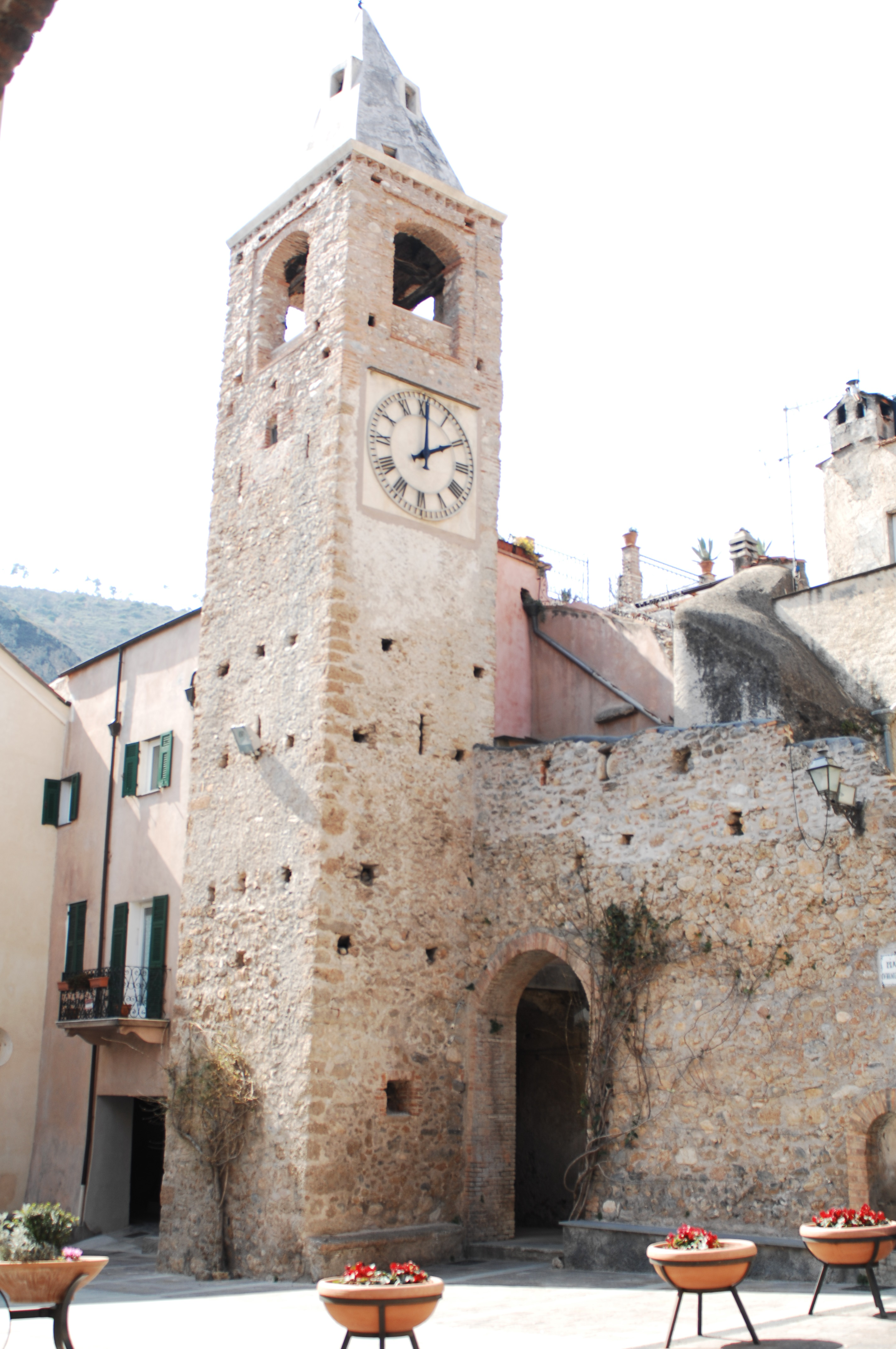
La torre Civica inglobata nelle mura medievali di Cisano sul Neva

Nel territorio di Cisano sul Neva sono ancora presenti le vecchie mura del borgo, quest'ultimo fortificato tra il 1274 e il 1288 dalla vicina Albenga, e le quattro torri poste agli angoli del centro storico. La stessa torre Civica, di fronte alla parrocchiale di Santa Maria Maddalena, ne è testimonianza.
Nella frazione di Conscente sorgono due testimonianze di presidi difensivi. Il primo, d'origine medievale, fu edificato durante la dominazione dei marchesi di Clavesana sovrastante l'odierna località di Gombo, sul luogo localmente denominato come Paràgiu e dove ancora insistono le tracce di un torrione.
Verso l'abitato di Conscente, invece, venne edificato nella seconda metà del XVI secolo dalla famiglia Costa di Albenga l'attuale struttura difensiva che si erge in una posizione sovrastante il borgo. Collegato "visivamente" ai due castelli di Zuccarello e Castelvecchio di Rocca Barbena, il "nuovo" castello di Conscente si presenta ben conservato con un mastio a forma quadrangolare, coronato di caditoie e garitte agli angoli della struttura. Nel periodo napoleonico di fine Settecento ed inizio Ottocento il castello fu adibito a macello. Nel corso del XIX secolo, dopo un restauro conservativo, fu aggiunta alla struttura la quadrata torre sul lato nord-ovest.
Sulla strada per Albenga si può scorgere la cosiddetta torre dei Saraceni, monumento funerario dell'Impero Romano databile intorno al II secolo.

## Società

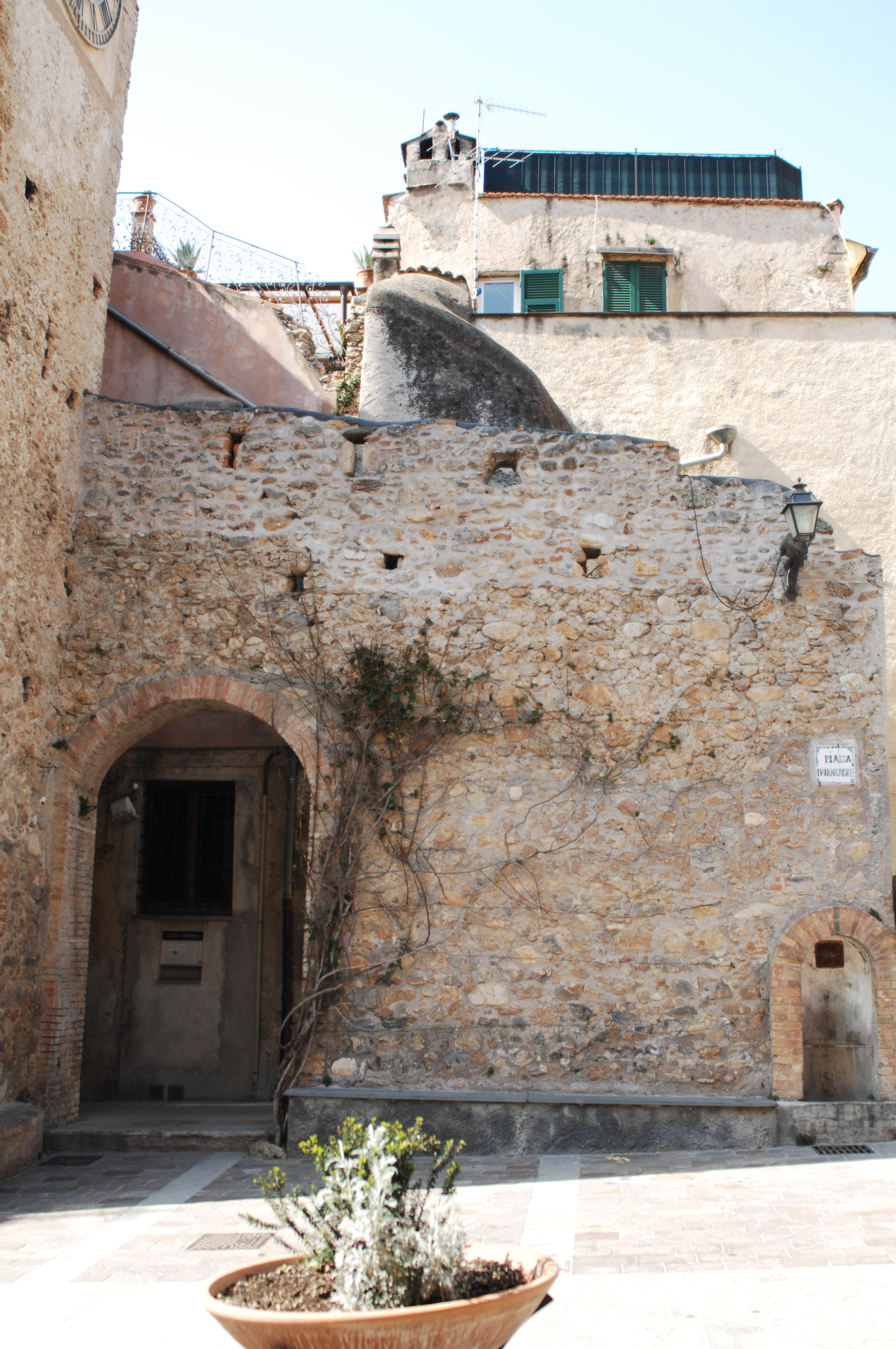
Le mura del borgo in pietra di Cisano sul Neva

### Evoluzione demografica
Abitanti censiti

### Etnie e minoranze straniere
Secondo i dati Istat al 31 dicembre 2019, i cittadini stranieri residenti a Cisano sul Neva sono 241, così suddivisi per nazionalità, elencando per le presenze più significative:
1. Marocco, 146
2. Romania, 23

## Geografia fisica
Fanno parte del territorio comunale le frazioni di Cenesi, Conscente, Martinetto e Pianboschi per una superficie territoriale complessiva di 12,27 km².
Confina a nord con i comuni di Zuccarello e Balestrino, a sud con Albenga, ad ovest con Arnasco, ad est con Ceriale ed Albenga.

## Economia
Si basa principalmente sull'agricoltura, fiorente la produzione di olio d'oliva, vino e la coltivazione della frutta e ortaggi. Anche il turismo vacanziero è una importante voce, grazie anche alla scoperta, da parte della comunità di rocciatori-free climber del finalese, delle vallate restrostanti Cisano e delle loro pareti di roccia, soprattutto quelle della Val Pennavaire.

## Infrastrutture e trasporti

### Strade
Il territorio di Cisano sul Neva è attraversato principalmente dalla strada statale 582 del Colle di San Bernardo che permette il collegamento stradale con Zuccarello, a nord, e l'entroterra di Albenga a sud. Ulteriore arteria viaria è la provinciale 3 per la frazioni albenganesi di Salea e Campochiesa.

## Amministrazione
| Periodo           | Periodo          | Primo cittadino       | Partito                                              | Carica         | Note   |
| ----------------- | ---------------- | --------------------- | ---------------------------------------------------- | -------------- | ------ |
| 25 giugno 1985    | 30 maggio 1990   | Sandro Mariano        | Democrazia Cristiana                                 | Sindaco        |        |
| 30 maggio 1990    | 25 luglio 1992   | Sandro Mariano        | Democrazia Cristiana                                 | Sindaco        | [ 19 ] |
| 16 settembre 1992 | 18 febbraio 1994 | Marco Lengueglia      | Democrazia Cristiana                                 | Sindaco        | [ 19 ] |
| 18 febbraio 1994  | 24 aprile 1995   | Gianfranco Filadelli  | Democrazia Cristiana                                 | Sindaco        |        |
| 24 aprile 1995    | 6 luglio 1996    | Marco Gerini          | lista civica                                         | Sindaco        | [ 19 ] |
| 30 agosto 1996    | 18 novembre 1996 |                       |                                                      | Comm. straord. | [ 20 ] |
| 18 novembre 1996  | 14 maggio 2001   | Paolo Torrengo        | lista civica                                         | Sindaco        |        |
| 14 maggio 2001    | 30 maggio 2006   | Paolo Torrengo        | lista civica                                         | Sindaco        |        |
| 30 maggio 2006    | 16 maggio 2011   | Maria Eugenia Cassisi | lista civica di centro-destra                        | Sindaco        |        |
| 16 maggio 2011    | 30 aprile 2013   | Maria Eugenia Cassisi | Insieme per il paese (lista civica di centro-destra) | Sindaco        | [ 19 ] |
| 30 aprile 2013    | 26 maggio 2014   | Raffaella Viscogliosi |                                                      | Comm. straord. | [ 21 ] |
| 26 maggio 2014    | 27 maggio 2019   | Massimo Niero         | Futuro e tradizione (lista civica)                   | Sindaco        |        |
| 27 maggio 2019    | 10 giugno 2024   | Massimo Niero         | Futuro e tradizione (lista civica)                   | Sindaco        |        |
| 10 giugno 2024    | in carica        | Massimo Niero         | Civica 24 (lista civica)                             | Sindaco        |        |

### Gemellaggi
Cisano sul Neva è gemellata con:
- Bigastro, dal 2002;[22]
- Le Vigan, dal 2002.[22]

## Sport

### Calcio
- A.S.D. Cisano, militante nel campionato di Seconda Categoria